# Pruinös

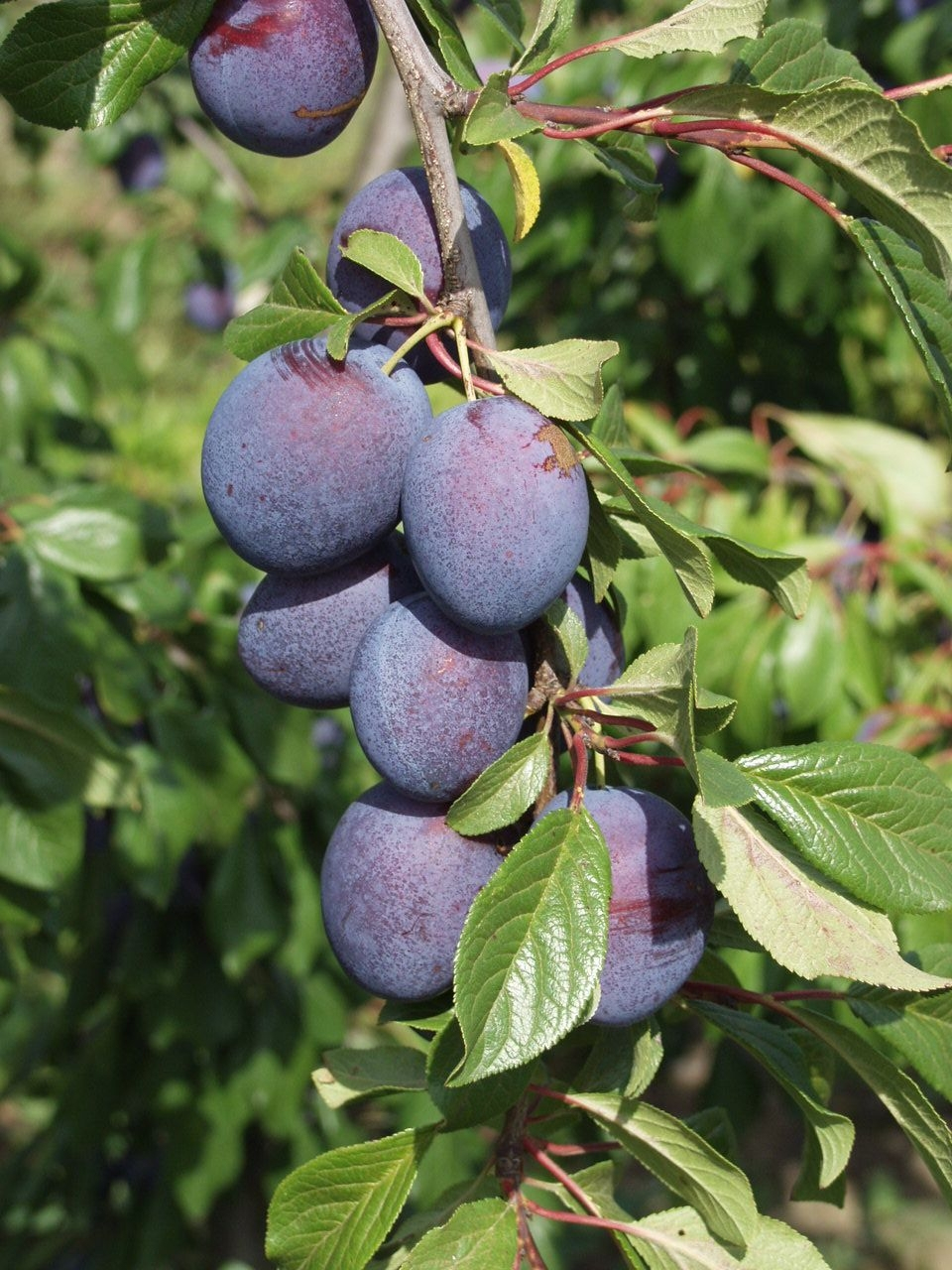
Pruina på plommon.

Pruinös, från latinets pruinosus ("frostig"), är beskrivning av en yta som genom att vara täckt av ett fint puder, pruina ("rimfrost"), ger ett intryck av frostighet. På svenska används ofta uttryck som pudrad eller blådaggig. 
Inom mykologin används begreppet oftast vid beskrivning av svampars hatthud, till exempel hos mjölskivling. Hos vissa trådingar (släktet Inocybe, även kallade trådskivlingar) används begreppet för att beteckna foten, som kan ha ett puderlikt skikt (av så kallade caulocystidier).